# Paretoprincipen
Paretoprincipen är en matematisk fördelning enligt vilken 20 procent av orsakerna ofta står för 80 procent av verkan; den kallas ibland även 80/20-regeln. Vilfredo Pareto visade att 20 procent av den italienska befolkningen innehade 80 procent av egendomen och denna observation har av andra senare generaliserats. Inom matematisk statistik är paretoprincipen ett enkelt exempel på en potenslag.
Inom kvalitetstekniken har begreppet ytterligare generaliserats och används i så kallade Paretodiagram, där både frekvens och kumulativ frekvens för felorsaker markeras i samma diagram, sorterat från högsta till lägsta. Ett sådant diagram anger alltså hur stor andel av felorsakerna som svarar för en given andel av felen. Det kan således avläsas för en godtycklig andel av felorsakerna och inte bara 20 procent.
Vilfredo Pareto har även gett namn åt begreppet paretooptimalitet, som användes av Kenneth Arrow och Gerard Debreu för att skapa det första välfärdsteoremet. Detta begrepp kallas ibland också för paretoprincipen, vilket gör att det vid risk för missförstånd är nödvändigt att klargöra sammanhanget.